# Aramides mangle
Aramides mangle là một loài chim trong họ Rallidae.